# فردریک لوف
فردریک لوف (انگلیسی: Fredrik Lööf؛ زادهٔ ۱۳ دسامبر ۱۹۶۹) قایقران قایق بادبانی اهل سوئد بود.